# Passer insularis
El gorrión de Socotora (Passer insularis) es una especie de ave paseriforme de la familia de Passeridae endémica de las islas Socotora, Samhah y Darsah, ubicadas al este del Cuerno de África, en el Océano Índico. La genealogía taxonómica de esta especie resulta compleja, puesto que existen substantivas diferencias entre los ornitólogos y biólogos al respecto: mientras algunos autores, incluido Birdlife International, lo entienden cercano al gorrión de Abd al - Kuri (del cual habría evolucionado la especie), otros lo encuentran emparentado filogenéticamente con el gorrión de Cabo Verde (del que descendería).